# Рябининское сельское поселение
Рябининское се́льское поселе́ние — упразднённое муниципальное образование в Чердынском районе Пермского края Российской Федерации, существовавшее в 2004 — 2020 годах. Административный центр — посёлок Рябинино.

## История
Статус и границы сельского поселения установлены Законом Пермской области от 10 ноября 2004 года № 1735-355 «Об утверждении границ и о наделении статусом муниципальных образований Чердынского района Пермского края»
1 января 2020 года Законом Пермского края от 25 марта 2019 года № 374-ПК Рябининское сельское поселение было упразднено, все населённые пункты вошли в состав вновь образованного муниципального образования — Чердынский городской округ.

## Население
| 2010  | 2012  | 2013  | 2014  | 2015  | 2016  | 2017  |
| ----- | ----- | ----- | ----- | ----- | ----- | ----- |
| 2782  | ↘2691 | ↘2640 | ↘2597 | ↘2573 | ↗2578 | ↘2562 |
| 2018  | 2019  |       |       |       |       |       |
| ↘2476 | ↘2474 |       |       |       |       |       |

## Состав сельского поселения
| №  | Населённый пункт   | Тип населённого пункта          | Население |
| -- | ------------------ | ------------------------------- | --------- |
| 1  | Амбор              | деревня                         | 40        |
| 2  | Байдары            | деревня                         | 6         |
| 3  | Большая Аниковская | деревня                         | 59        |
| 4  | Горбуново          | деревня                         | 3         |
| 5  | Данькова           | деревня                         | 4         |
| 6  | Корнино            | деревня                         | 81        |
| 7  | Кушпелево          | деревня                         | 2         |
| 8  | Лимеж              | село                            | 21        |
| 9  | Могильникова       | деревня                         | 1         |
| 10 | Пянтег             | село                            | ↗443      |
| 11 | Редикор            | село                            | 201       |
| 12 | Рябинино           | посёлок, административный центр | ↘1482     |
| 13 | Серёгово           | село                            | 278       |
| 14 | Урол               | деревня                         | 60        |